# Любартовски окръг
Любартовски окръг (на полски: Powiat lubartowski) е окръг в Източна Полша, Люблинско войводство. Заема площ от 1288,74 км2. Административен център е град Любартов.

## География
Окръгът се намира в историческия регион Малополша. Разположен е в северната част на войводството.

## Население
Населението на окръга възлиза на 90 470 души (2012 г.). Гъстотата е 70 души/км2.

## Административно деление
Административно окръгът е разделен на 13 общини.
Градска община:
- Любартов

Градско-селски общини:
- Община Коцк
- Община Остров Люблински

Селски общини:
- Община Абрамов
- Община Йежьожани
- Община Камьонка
- Община Любартов
- Община Михов
- Община Неджвяда
- Община Островек
- Община Серники
- Община Ушчимов
- Община Фирлей

## Фотогалерия
- Любартов
- Коцк
- Остров Люблински